# Chevrolet Malibu
El Chevrolet Malibu es el nombre con el que se conoce a una serie de automóviles de turismo, producidos por el fabricante norteamericano General Motors, para la marca Chevrolet. El Malibu comenzó como un nivel de equipamiento del Chevrolet Chevelle, pero se convirtió en su propia línea de modelos en 1978. Originalmente un tracción trasera de tamaño mediano situado entre el Chevrolet Nova y el Chevrolet Impala, GM revivió el nombre de Malibu como un coche de tracción delantera en 1997. El nombre Malibu se debe a una localidad ubicada en el estado de California, Estados Unidos. Estos modelos fueron muy populares en América del Norte, y se comercializaron en Estados Unidos, Canadá, México e Israel. Para finales del 2018, GM de México anunció el fin de su producción en la planta de Ramos Arizpe, Coahuila, México. Dejará de fabricarse a finales del año 2025.

## Historia
El Chevrolet Malibu se fabricó desde 1964 hasta 1977 como "Chevelle Malibu" y como "Malibu", desde 1978 hasta la suspensión de su producción en 1983. Sin embargo, en 1997 y luego de una ausencia de 14 años Chevrolet revivió el nombre Malibu al lanzar su siguiente generación. Este modelo se actualizó con dos generaciones más y se mantiene vigente hasta el día de hoy. Si bien su producción es exclusiva en los Estados Unidos, su mercado no se limita a este país, ya que también se comercializa en Canadá, México e Israel y es uno de los modelos más icónicos de la industria automotriz norteamericana.
En el año 2010, se confirmó la expansión del Malibu hacia el mercado de América del Sur (Mercosur), donde desde 2011 es comercializado en Brasil. La llegada del Malibu a este mercado se realizó con el objetivo de poder volver a contar en la región con un Chevrolet para el segmento D, luego de que el Chevrolet Vectra fuera recategorizado al segmento C (debido a que este coche comenzó a ser producido como derivado del alemán Opel Astra, dejando a Chevrolet con un hueco tecnológico entre el Vectra y el modelo Chevrolet Omega, el modelo de mayor tamaño vendido en ese país y perteneciente al segmento E). Actualmente, el Malibu se posiciona por debajo del Omega y por encima del Chevrolet Cruze, modelo que terminaría reemplazando al Vectra.
En Argentina, el nombre "Malibú" fue utilizado en 1974 para denominar a una versión del modelo Chevrolet Chevy (Chevrolet Nova, en América del Norte), que había sido lanzada como reemplazante del modelo Chevrolet 400.

## El Chevrolet Chevelle Malibu
El primer automóvil que llevó el nombre Malibu fue lanzado por la división Chevrolet de GM en 1964 y fue presentado como una nueva versión del modelo tope de gama Chevrolet Chevelle. Su nombre se debe a la localidad de Malibú, en el estado de California. 

### 1964-1967

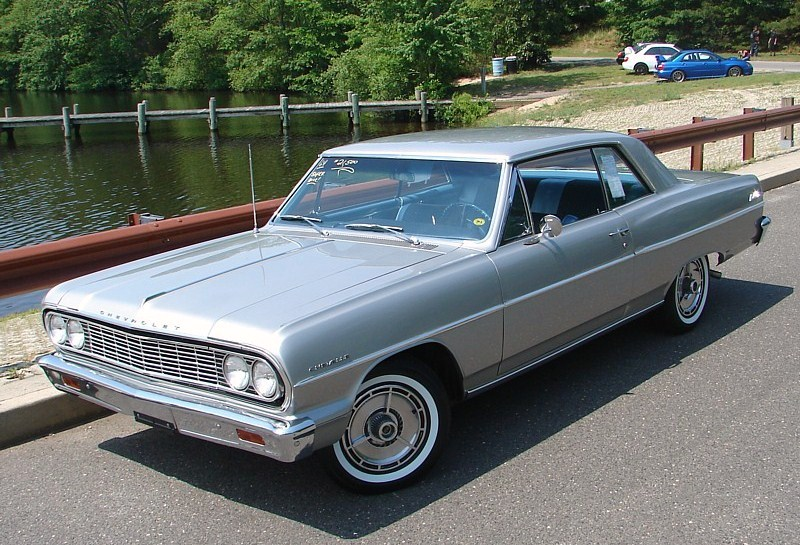
Chevrolet Chevelle Malibu de 1964

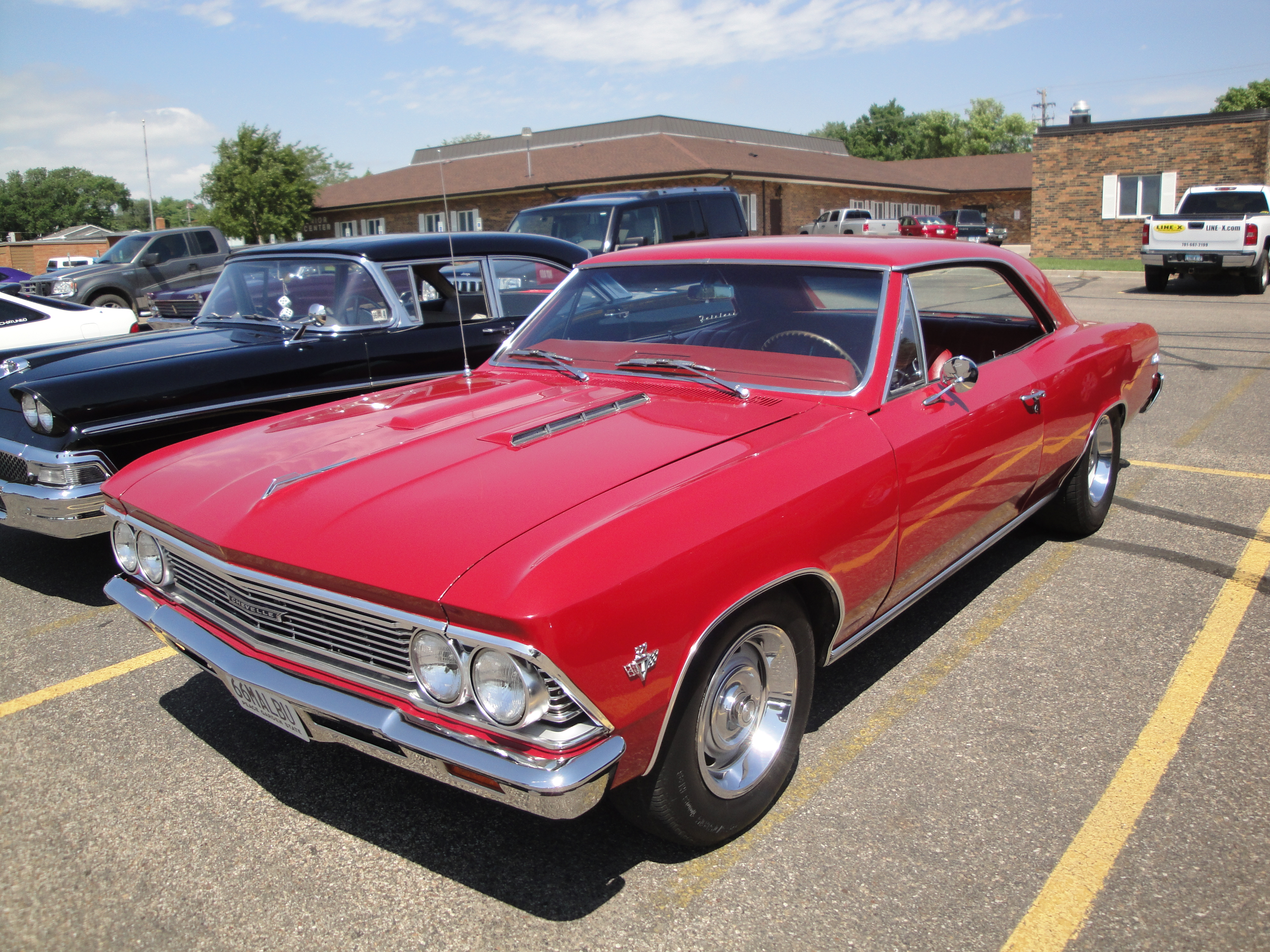
Chevrolet Chevelle Malibu 327 de 1966

El 26 de septiembre de 1963, GM introdujo el Malibu. Los fanáticos de la marca y del modelo rápidamente lo rebautizaron como "Chevelle Malibu"; y ya en su primer año fueron producidas aproximadamente 76800 unidades y 72500 unidades al año siguiente 1965. En 1966, el aspecto agresivo del modelo SS y del SS 396, fue rediseñado con una nueva línea de techo, paragolpes y tomas duales en el cofre. En ese año, fueron fabricadas ya 72272 unidades. El éxito de este modelo se debía a tres parámetros: su estilo característico, su desempeño y su precio accesible.
En 1967, el Malibu estrenó una nueva opción de equipamiento, calzando nuevos neumáticos, frenos de disco delanteros y una transmisión automática de tres velocidades.

### 1968-1972

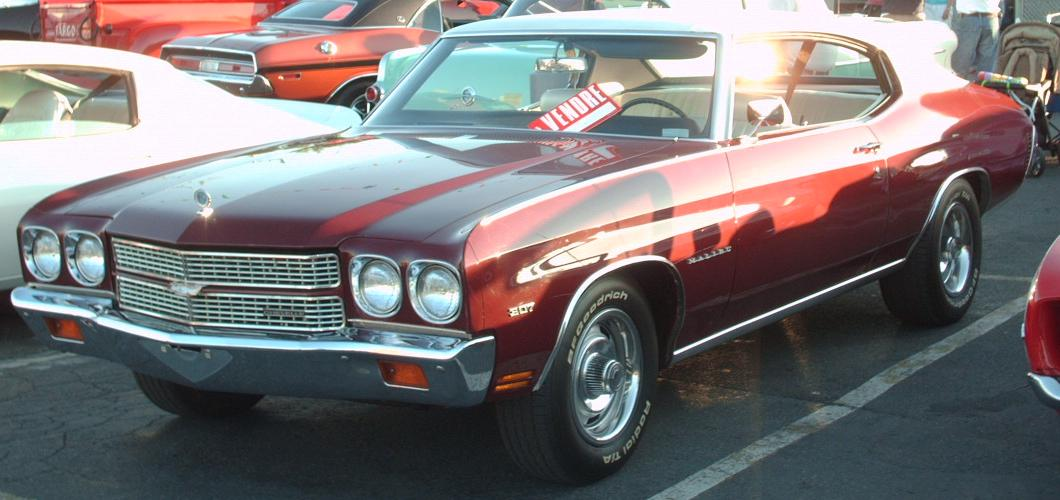
Chevrolet Chevelle Malibu coupé de 1970

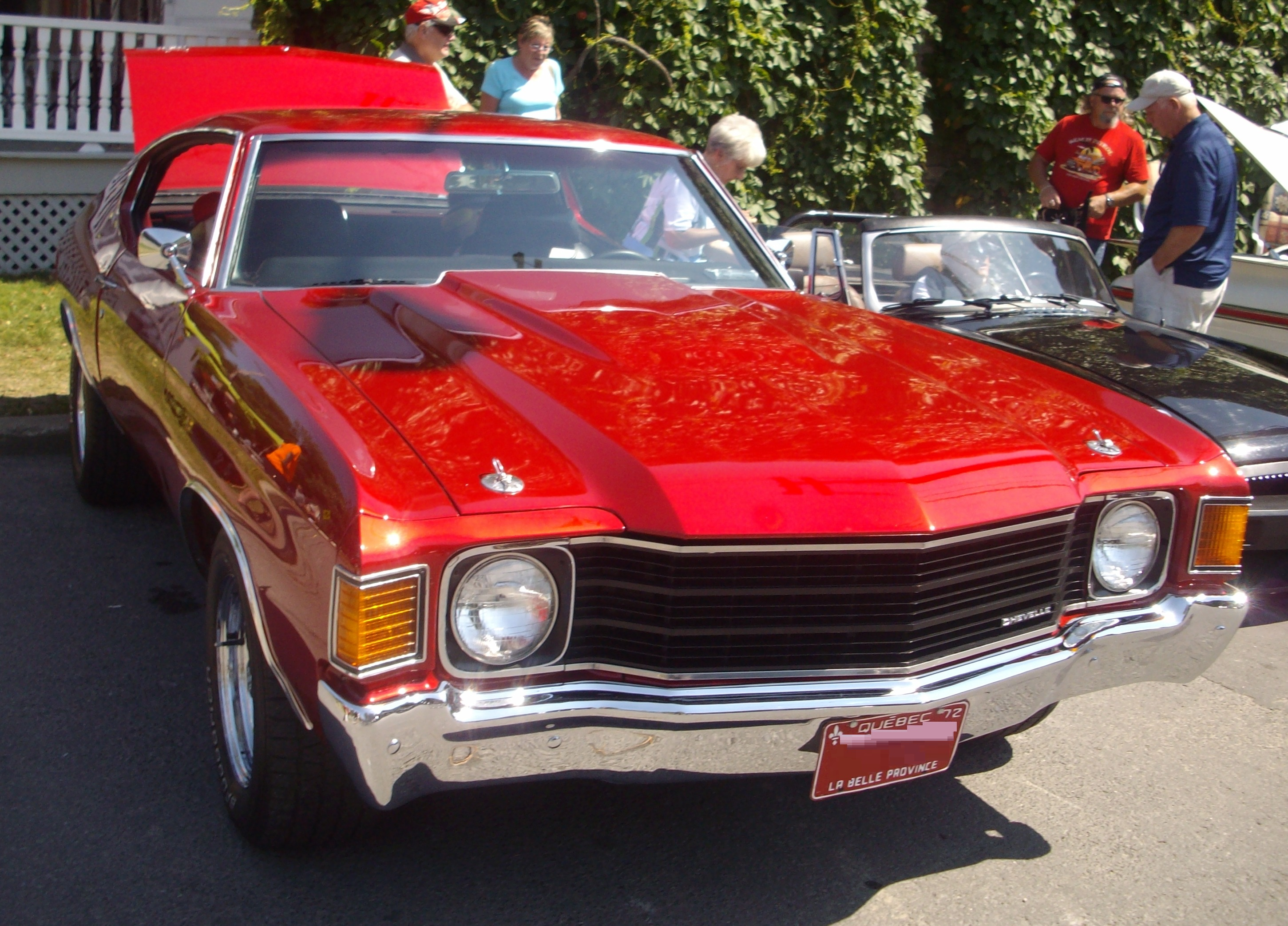
Chevrolet Chevelle Malibu de 1972

En 1968, el Malibu y el resto de Chevelles fueron completamente rediseñados pasando a lucir un nuevo diseño de techo, con caída estilo Fastback, con su cajuela acortada y su trompa estirada, distancias entre ejes divididos entre 2800 mm (110,2 pulgadas) en los modelos de dos puertas y 2946 mm (116 pulgadas) para los sedanes de cuatro puertas y familiares. A pesar de este rediseño, las ventas del modelo en su año debut fueron decepcionantes, arrojando un saldo de 57600 unidades. En 1969, a pesar de experimentar una disparada subida en ventas de 86300 unidades, los números volvieron a caer en 1970, tocando la cifra de 53600 unidades, lo que fue considerada el peor registro en ventas del Malibu en esta mitad de la década del 60. La versión SS, estuvo disponible hasta el año 1972.

### 1973-1977

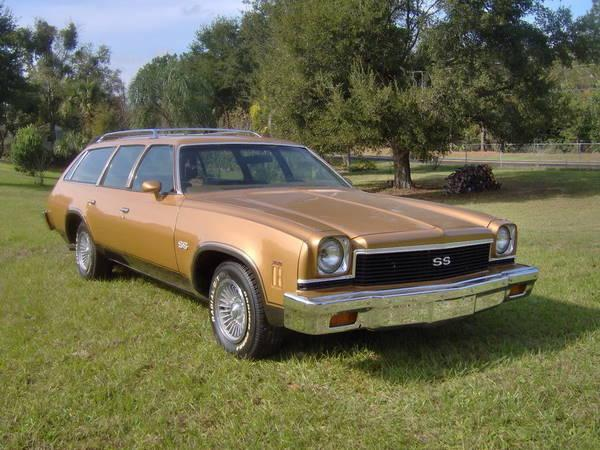
Chevelle Malibu SS Wagon de 1973

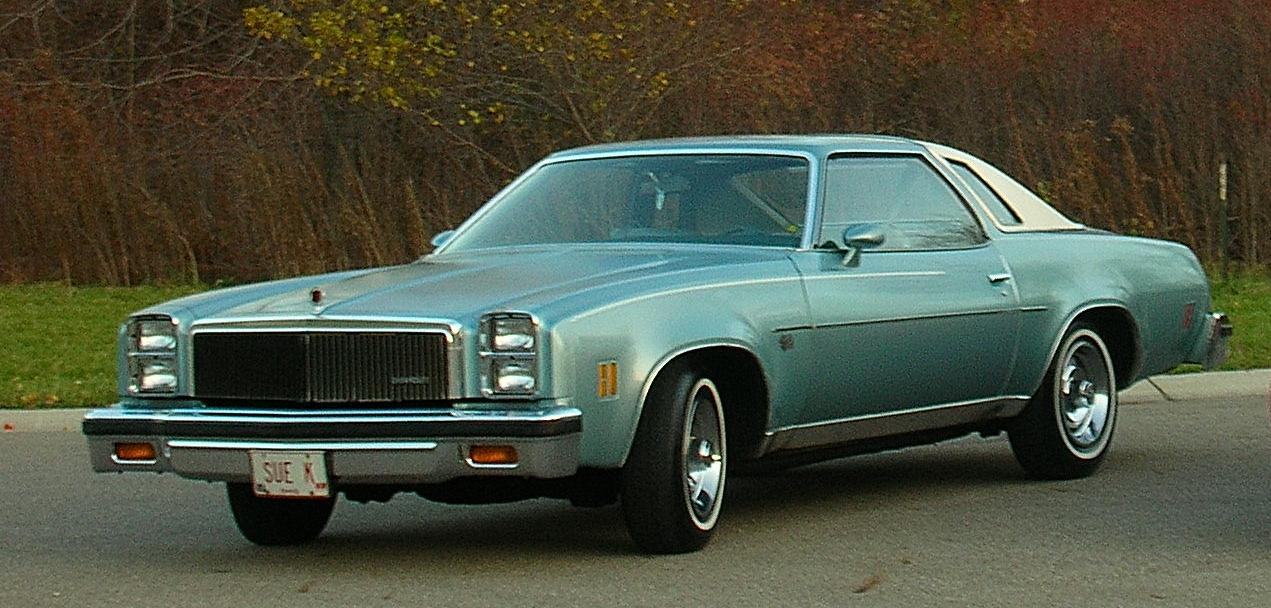
Chevelle Malibu Classic Landau Coupé de 1977

El más extenso rediseño en su historia de 10 años marcó el 1973 Chevelle – y con él marcó el final de los Hardtops como los conocíamos – siendo presentada en ese año la versión de lujo Laguna. Los consumidores ahora podían optar entre el Laguna (versión tope de gama), el Malibu (de gama media) y el Chevelle Deluxe (versión básica), pero en 1974, el Chevelle Deluxe fue discontinuado y el Malibu pasaba a ocupar la posición del coche de entrada a la gama del Chevelle. Ese año también fue presentado el Malibu Classic, que reemplazaba al Laguna como modelo tope de gama, pero no provocaba su discontinuidad, ya que el Laguna pasaba a desarrollar una versión Laguna S-3, que reemplazaba al SS y que se mantuvo vigente hasta 1976. En 1978, se toma la decisión de reemplazar el nombre Chevelle de todos los modelos medianos para reemplazarlo definitivamente por el de Malibu, exceptuando a la coupé Chevrolet Monte Carlo. Las dos únicas versiones disponibles fueron el Malibu y el Malibu Classic. Ese año se presentaron tres estilos de carrozados: sedán, coupé y rural. La coupé de dos puertas fue fabricada hasta el año 1981 y era desde 1964, la versión techo duro del Chevelle.
En ese año, Chevrolet presentó un concept car de la Coupé Malibu que fue llamada Malibu Black Sterling. El Black Sterling, venía pintado de un color negro de dos tonos, con una combinación de negro con pintura plateada. El modelo estaba provisto de neumáticos y llantas de 15 pulgadas (38,1 cm), alerón trasero y estaba equipado con el poderoso motor V8 de 5,7 L 350 plgs³. Lamentablemente, este modelo nunca salió a la venta.

## 1978-1983 (Serie 1A)

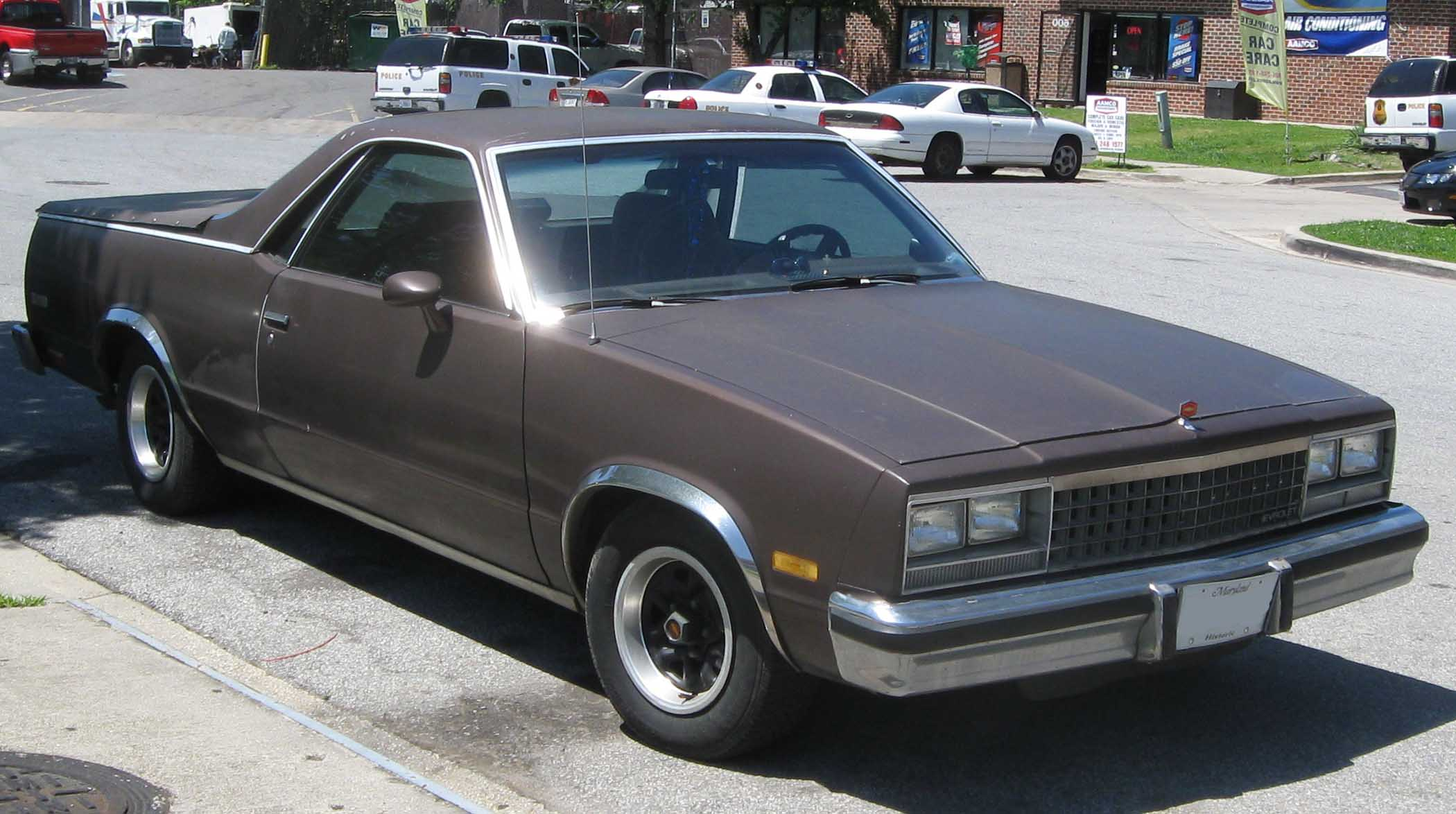
Chevrolet El Camino Custom (versión coupé utilitario del Malibu) (1982-1987)

Para el año modelo 1978, el nombre de Malibu, que había sido el «emblema» más vendido en la alineación, sustituye el nombre de Chevelle en toda la gama. Entre 1978 y 1983, el SS no estaba disponible como opción en el nuevo Malibu. El único Chevrolet que traía esta opción, era la pickup El Camino, quien también formaba parte de la línea Malibu. En 1980, fue lanzada una versión muy extraña del Malibu denominada M80, la cual tenía la particular misión de rejuvenecer al coche, el cual pertenecía a la era de los muscle car, una etapa que había finalizado abruptamente, debido a regulaciones de seguridad implementadas por el gobierno. Este modelo se fabricó únicamente en Carolina del Norte y Carolina del Sur.
Los muscle car en ese entonces fueron considerados pequeños vehículos ligeros con pocas opcionales, pero cargados de mucha potencia proveniente de sus poderosos motores. General Motors apuntó sus fichas hacia sus fanáticos de NASCAR, en la carrera del Darlington Raceway. Hasta el día de hoy, no existen registros sobre la producción y venta de estos modelos y ni siquiera se conoce si aún existe alguna unidad rodando.
Luego de que el Chevrolet Nova dejara de producirse, el Malibu sedán de cuatro puertas tomó su lugar como vehículo mediano de las fuerzas de la Ley. Chevrolet, preparó especialmente para la policía, la versión Malibu 9C1. Varias compañías también decidieron equipar sus flotas con estos vehículos. En 1981, el Gobierno Iraquí de Sadam Huseín, había solicitado a pedido una flota de vehículos Malibu Sedán a la General Motors de Canadá. Finalmente, dichas unidades debieron ser subastadas, con una fuerte reducción de su precio, debido a que Irak canceló su pedido.
A partir de 1982, el Malibu compartió su plataforma rediseñada con coches como el Pontiac Grand Prix, Oldsmobile Cutlass Supreme y Buick Regal. Este modelo fue proyectado sobre la denominada Plataforma G de General Motors, manteniendo su tracción trasera. En ese año, dejaba de producirse la versión Malibu Classic, quedando únicamente como opcionales las versiones Sedán cuatro puertas y Rural del Malibu común. La producción del Malibu se mantuvo hasta el año 1983, cuando fue reemplazado por el Chevrolet Celebrity. Todos los modelos de automóviles, sedan y rural, fueron retirados de la línea de montaje, con excepción del cupé utilitario El Camino, que se mantuvo en producción hasta el año 1987.

### Motorizaciones
Motorizaciones disponibles entre 1978 - 1983
| Tipo de motor | Cilindrada               | Potencia                                          |
| ------------- | ------------------------ | ------------------------------------------------- |
| V6            | 3.3 L (200 plgs³)        | 105 HP (78 kilovatios)                            |
| V6            | 3.8 L (229 plgs³)        | 110 HP (82 kilovatios)                            |
| V6            | 3.8 L (231 plgs³)        | 110 HP (82 kilovatios)                            |
| V6            | 4.3 L (262 plgs³)        | 125 HP (93 kilovatios)                            |
| V6            | 4.3 L (262 plgs³) Diésel | 85 HP (63 kilovatios)                             |
| V8            | 4.4 L (267 plgs³)        | 115 HP (86 kilovatios) - 125 HP (93 kilovatios)   |
| V8            | 5.0 L (305 plgs³)        | 140 HP (104 kilovatios)                           |
| V8            | 5.7 L (350 plgs³)        | 150 HP (112 kilovatios) - 170 HP (127 kilovatios) |
| V8            | 5.7 L (350 plgs³) Diésel | 105 HP (78 kilovatios)                            |

## 1997-2003 (Serie 1N)

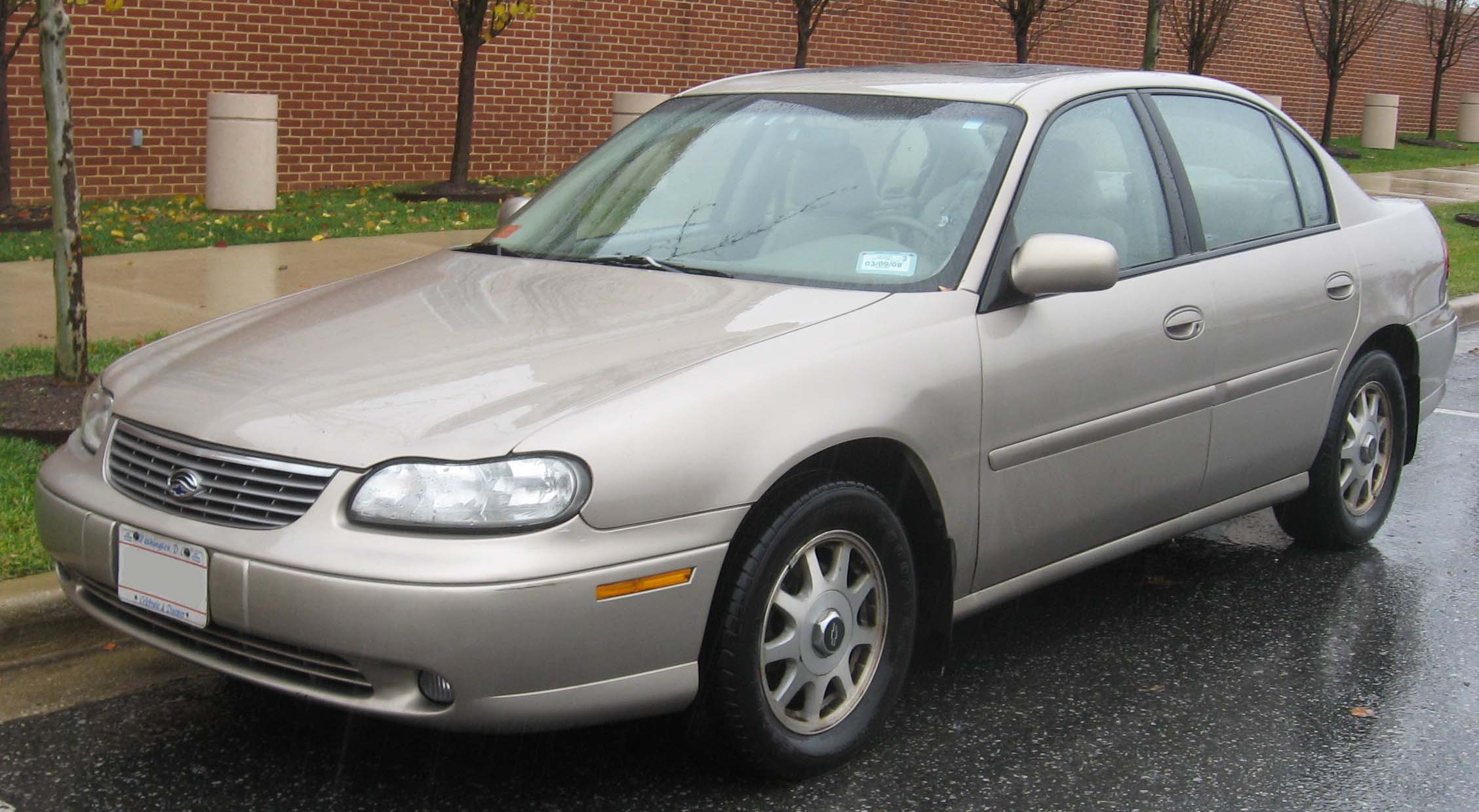
Chevrolet Malibu 1997-99

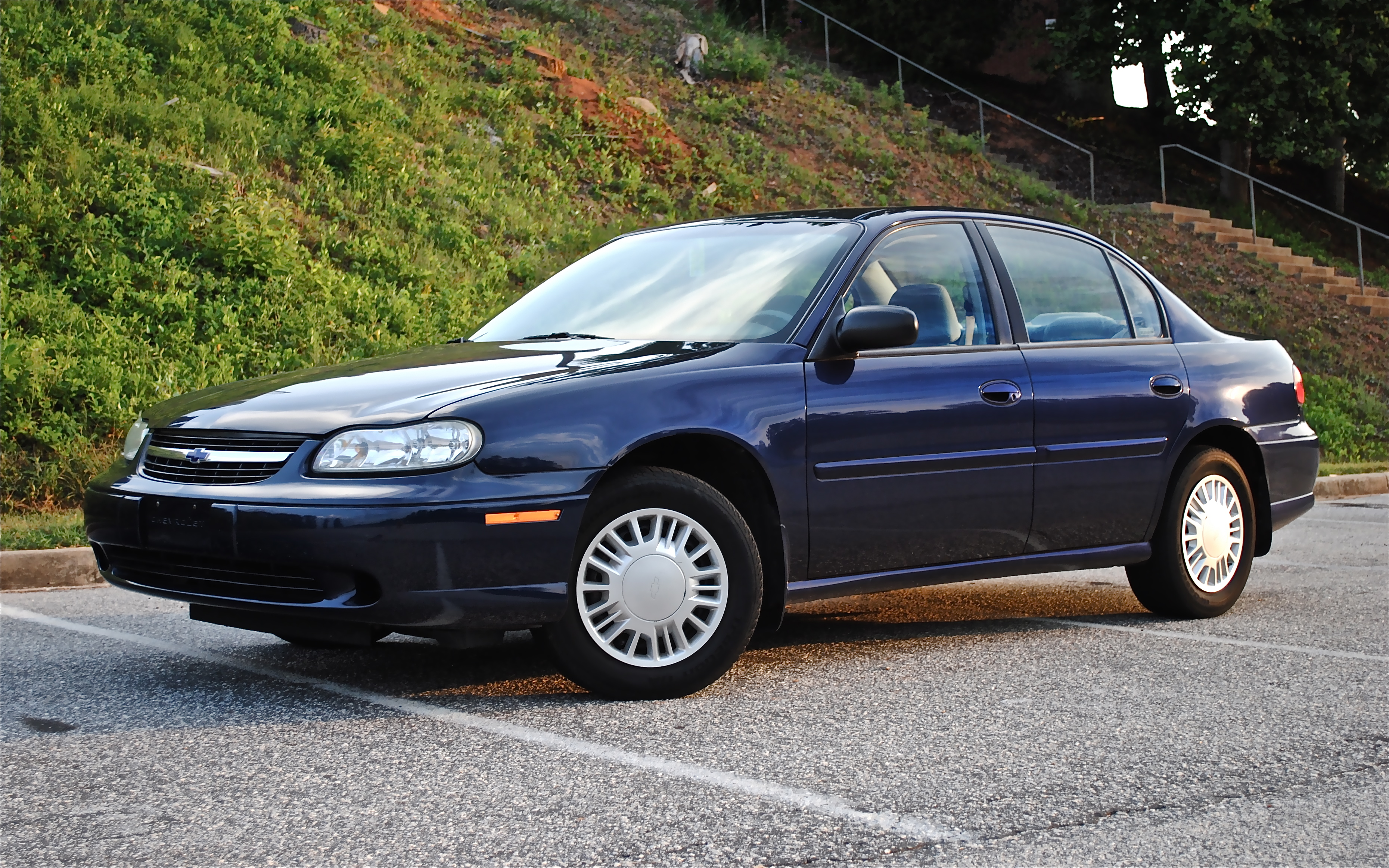
Chevrolet Malibu 2000

En 1997, General Motors lanzó un nuevo vehículo, proyectado sobre la plataforma N. Se trataba de un automóvil con tracción delantera y en una versión de distancia entre ejes extendida de la Plataforma «N» de General Motors. Este modelo vino equipado con dos motores opcionales: Un 4 cilindros en línea de 2.4 L de cilindrada y 150 HP (112 kilovatios) de potencia, y un V6 de 3.1 litros de cilindrada, con 155 HP (116 kilovatios) de potencia. Este modelo, que fue galardonado como el «Auto del Año» 1997 por la Motor Trend Magazine, fue bautizado con el nombre Malibu. Se trataba del quinto modelo que recibía este nombre, por lo tanto pasaba a ser la quinta generación del Malibu, con la particularidad de ser el primero que recibía tracción delantera.
Entre 1997 y 1999, el Malibu presentó su propia insignia, la cual exhibió durante esos años en el centro de su parrilla frontal. Algunos modelos de la versión LS, adornaban de forma especial en oro la insignia y la rotulación Malibu. En el año 2000, se cambió el logo del Malibu por el logo bowtie de Chevrolet, pintado en azul. Este logotipo se mantuvo hasta el año 2003. También en el 2000, fue presentado un motor de 170 HP (127 kilovatios) que sustituyó al V6 3.1 de 155 HP (116 kilovatios). Ese mismo año, fue eliminado el motor 2.4 litros de 4 cilindros, pero fue restituido en 2004.

### Motorizaciones
Motorizaciones disponibles en configuración motor delantero transversal / tracción delantera entre 1997 - 2003
| Tipo de motor | Cilindrada                 | Potencia                | Años        |
| ------------- | -------------------------- | ----------------------- | ----------- |
| 4 en línea    | 2,4 L 146 (plgs³) Twin-Cam | 150 HP (112 kilovatios) | 1997-2000   |
| 4 en línea    | 2,2 L (144 plgs³) Ecotec   | 144 HP (107 kilovatios) | 2001-2003   |
| V6            | 3,1 L (189 plgs³)          | 155 HP (116 kilovatios) | 1997-1999.5 |
| V6            | 3,1 L (189 plgs³)          | 170 HP (127 kilovatios) | 1999.5-2003 |

## 2004-2008

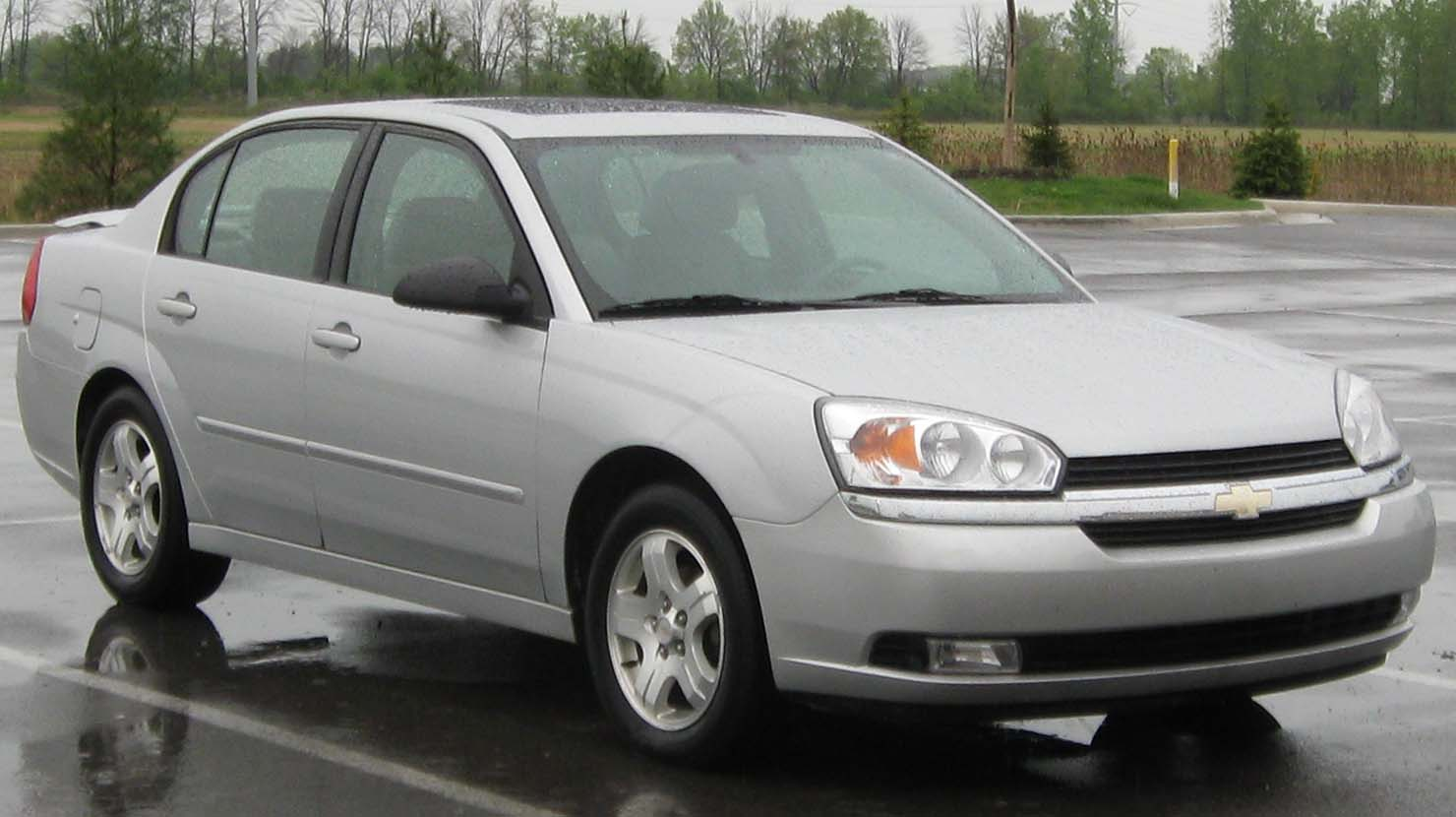
Chevrolet Malibu (2004-05)

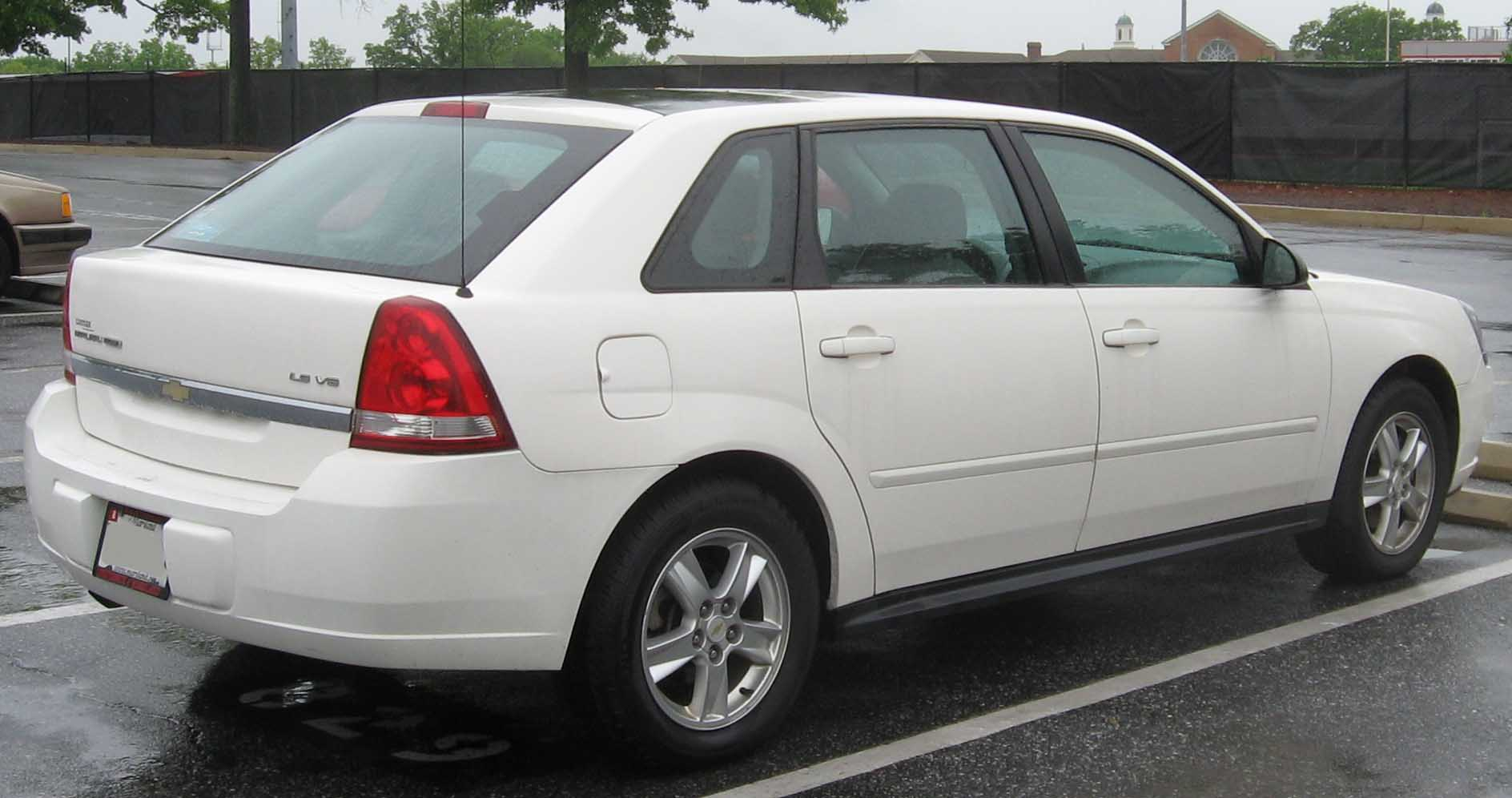
Chevrolet Malibu Maxx LS (2004-05)

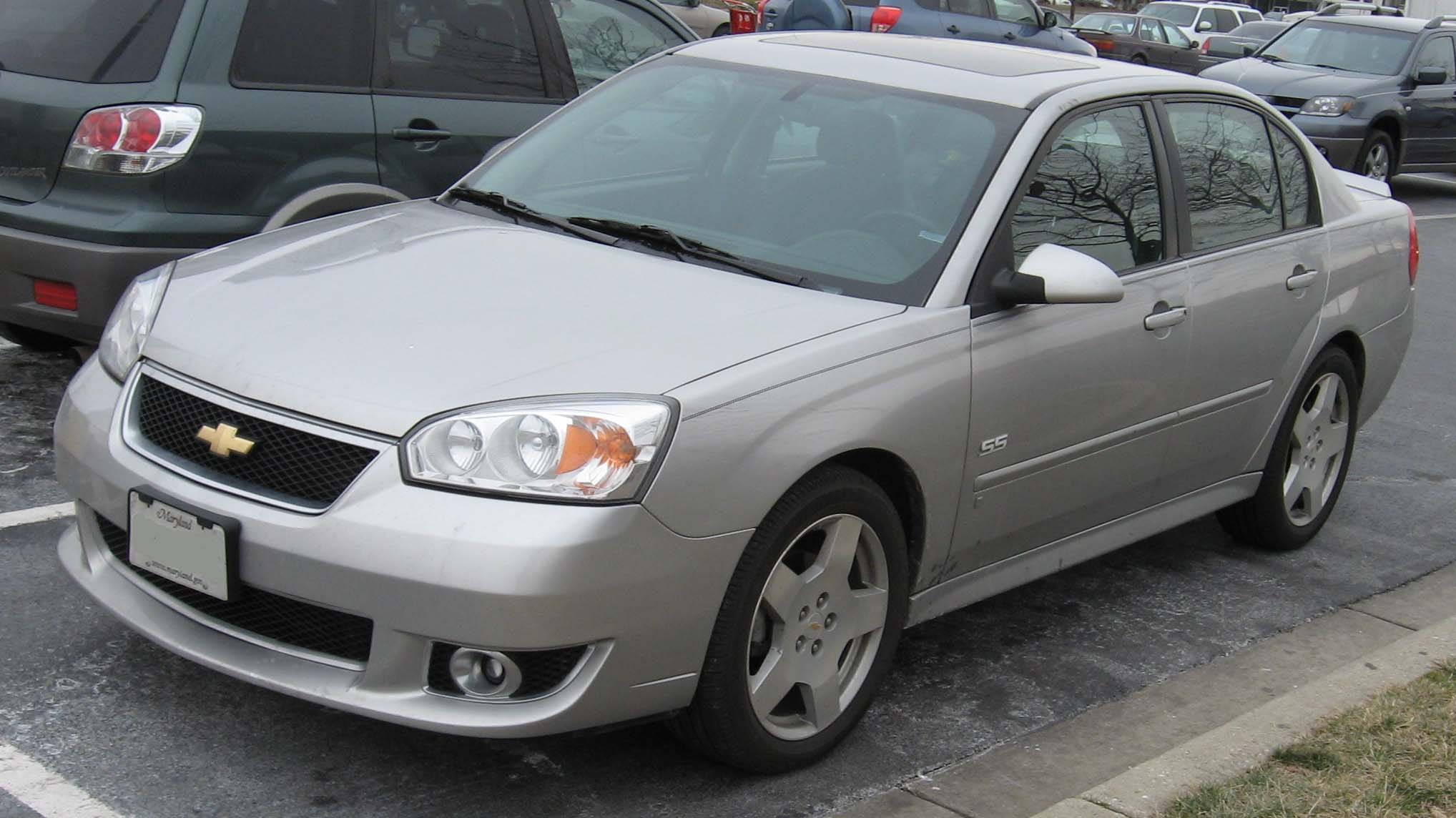
Chevrolet Malibu SS (2006-07)

En 2003, General Motors presentó la sexta generación del Malibu, el cual venía ofrecido con dos opciones de carrozado: Un sedán de cuatro puertas, conocido como Malibu a secas y un hatchback de 5 puertas bautizado Malibu Maxx. Los dos modelos fueron fabricados en la planta de Fairfax, que General Motors posee en la localidad de Kansas City. Esta generación del Malibu, fue la primera de la marca Chevrolet en estrenar la nueva plataforma Épsilon de General Motors, que había sido implementada ya en modelos de Europa (Saab 9-3, Fiat Croma, Opel Vectra). Esta plataforma, fue desarrollada en conjunto por General Motors y Fiat, producto de un convenio de cooperación al cual habían arribado en ese entonces, Tras la disolución de este acuerdo, tanto General Motors como Fiat retuvieron sus derechos de producción de vehículos sobre esta plataforma. Ambos modelos, además de su opción estándar, también ofrecían equipamiento SS, como los demás modelos de la gama Chevrolet de ese entonces (Monte Carlo, Cavalier o Impala). En lo mecánico, los dos modelos estaban equipados con el mismo motor V6 LZ9 de 3.9 L.
Este modelo del Malibu, fue un sedán accesible, seguro y cargado de opciones de equipamiento, lo que lo convertía en un verdadero punto a tener en cuenta. Cualquier americano podía apreciar su precisión en la conducción y el manejo de estos coches. Este modelo, además de respetar varias condiciones de seguridad, poseía una gran comodidad, lo que garantizaba un gran desempeño en largos viajes. Finalmente, este modelo fue reemplazado en 2008 por una nueva generación de Malibu que pretendió enmarcarse en la política de globalización de la marca Chevrolet.
 en estos modelos del Malibu también salió la versión con motor 3.5 y 3.9

## 2008-2012

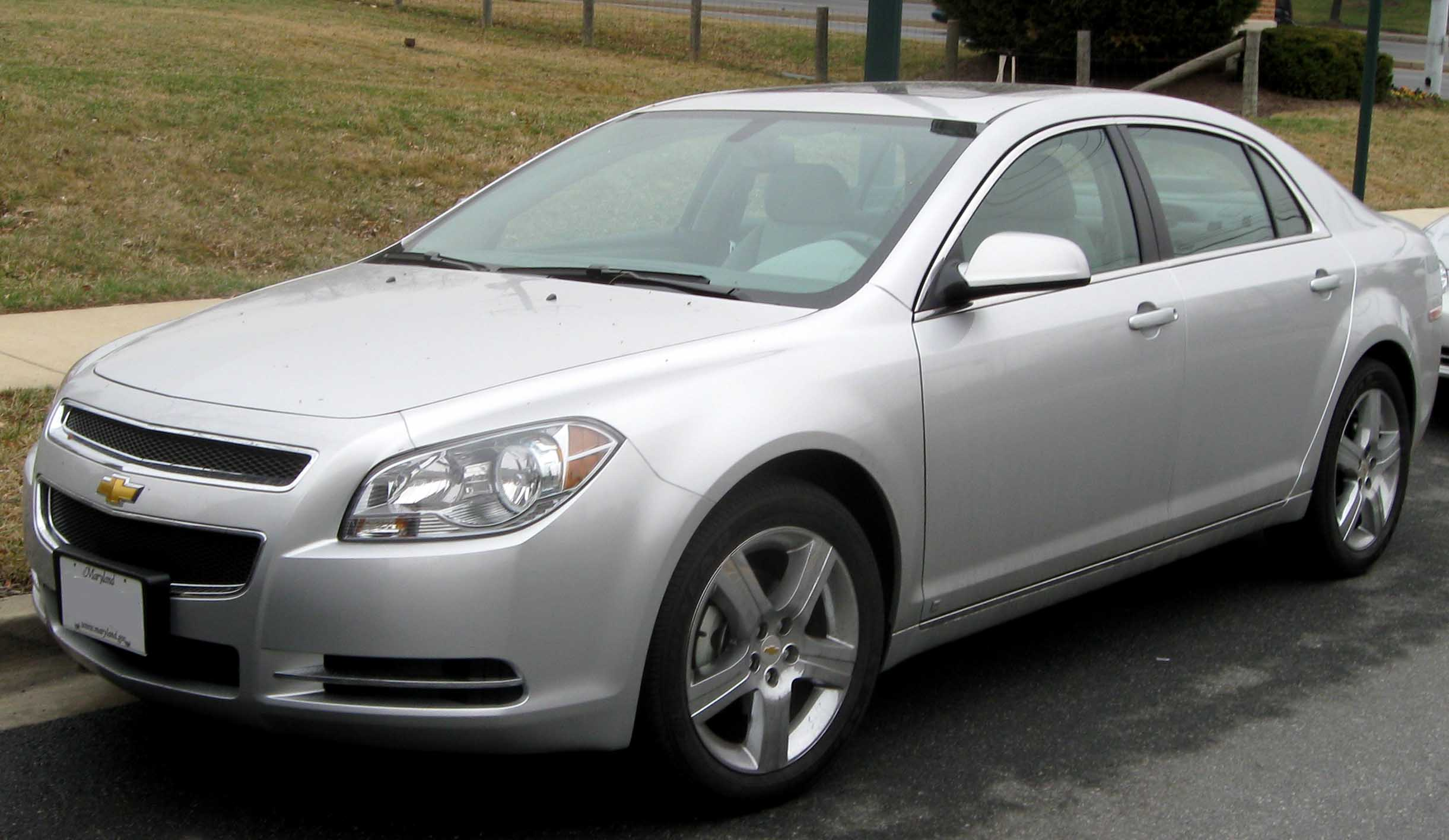
Chevrolet Malibu LT de 2008

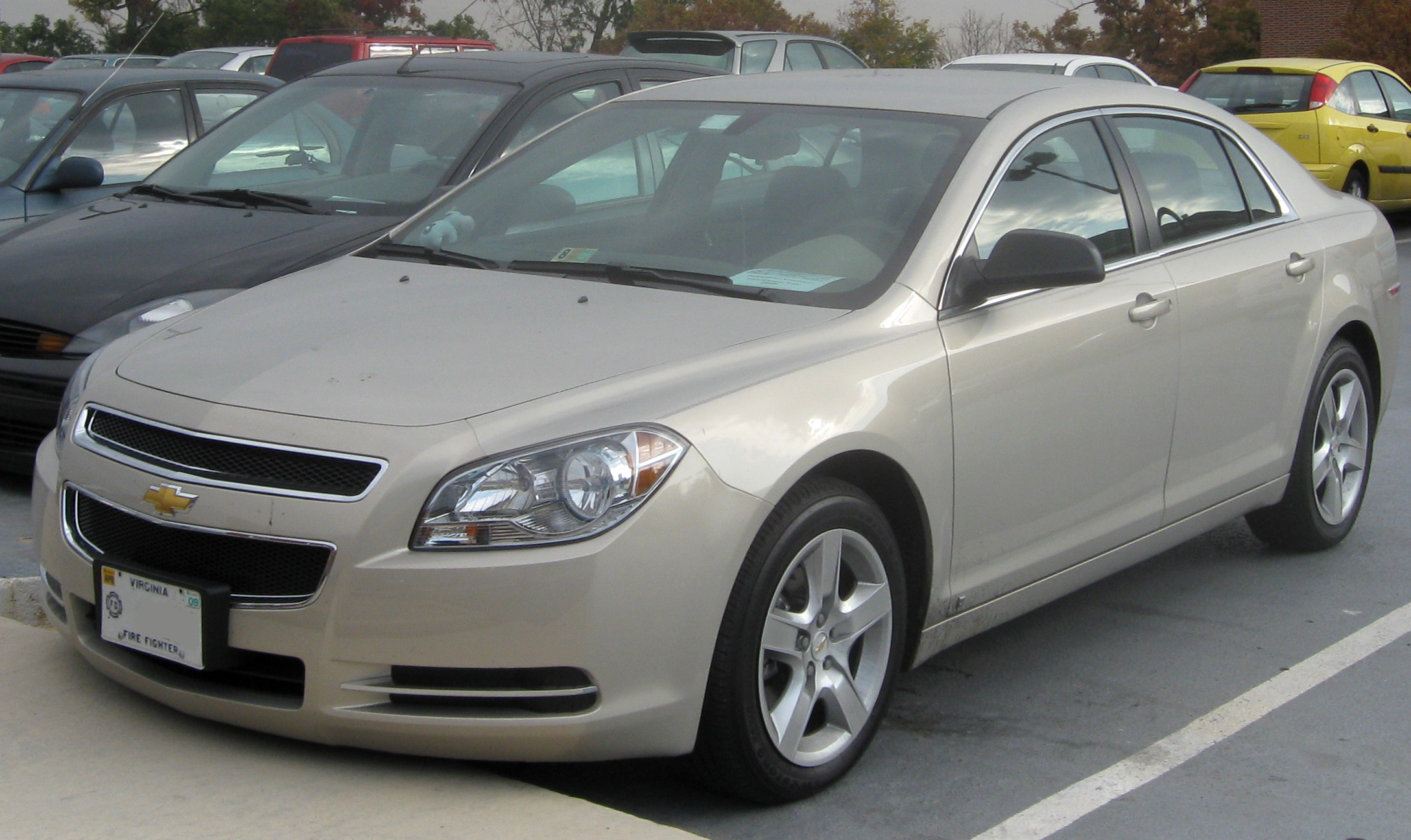
Chevrolet Malibu LS de 2009

En el año 2008, General Motors presentó una nueva versión del Chevrolet Malibu. Esta generación estaba proyectada sobre la plataforma Epsilon que equipó a la versión anterior y que debutó en Europa con el Opel Vectra. Este nuevo Malibu, presenta en sus rasgos estéticos, un diseño acorde a la política global que Chevrolet implementó desde ese año, con la presentación del Chevrolet Cruze, el nuevo modelo global de la marca. Su diseño, muestra ampliamente la utilización de curvas en su estética, además de presentar la nueva parrilla doble que caracteriza a los modelos Chevrolet desde ese año. El nuevo Malibu, está disponible con tres opciones de motor: Dos de ellos V6, el LZ9 de 3.6 litros y el LZ4 de 3.5 litros (1FL Fleet) y un 4 cilindros en línea Ecotec de 2.4 litros. El V6 de 3.6 litros y el Ecotec, están acoplados a una caja de velocidades automática de seis marchas, mientras que el LZ4 3.5 V6 esta acoplado a una caja automática de 4 velocidades. La Edición Yeoman Sedan fue limitada a 100 unidades, lo que la hace una edición sumamente cotizada.
Este modelo, además de ser fabricado íntegramente en los Estados Unidos, es exportado al exterior donde acapara los mercados de México, Canadá e Israel. Pero su expansión no solo se remite a América del Norte y Medio Oriente, ya que desde fines de junio de 2010, el Malibu es importado al mercado de Brasil, donde el modelo tiene la misión de ocupar la vacante que se generó debido a la recategorización del modelo Chevrolet Vectra, que del segmento D bajó al segmento C. Además de esta misión, el Malibu volverá a toparse en tierras cariocas con un conocido rival de la Ford Motor Company: El Ford Fusion. Se estima que para fines de 2010, el Malibu se produzca también en Brasil para su posterior distribución a los demás mercados del Mercosur.
En México fue lanzada una edición especial denominada Yeoman Sedan en la versión del Malibu LT en honor al 50 aniversario del Chevrolet Yeoman de 1958, esta edición especial del Malibu LT 2008 incluyó Motor 3.5L V6, manijas cromadas, molduras laterales, loderas y equipo de sonido Bose. La hermosa versión Yeoman Sedán solo estaba disponible en color oro con interiores bi tono chocolate con beige y finos acabados de madera de nogal en su tablero. El Yeoman Sedán incluía 6 bolsas de aire y un paquete de aislamiento de ruido. El Yeoman Sedán contaba con sistema de crucero y mandos del estéreo al volante.

## 2013-2017
En la última generación del modelo, el nuevo Malibu será la primera edición que será comercializada en Europa. Cada Malibu que se venda en el Viejo Continente incluirá una garantía de tres años o 100 000 km (62 137 millas), seis años por perforación de carrocería por corrosión, tres años sobre pintura y otros tres de asistencia de emergencia en carretera 24 horas al día.

### Características

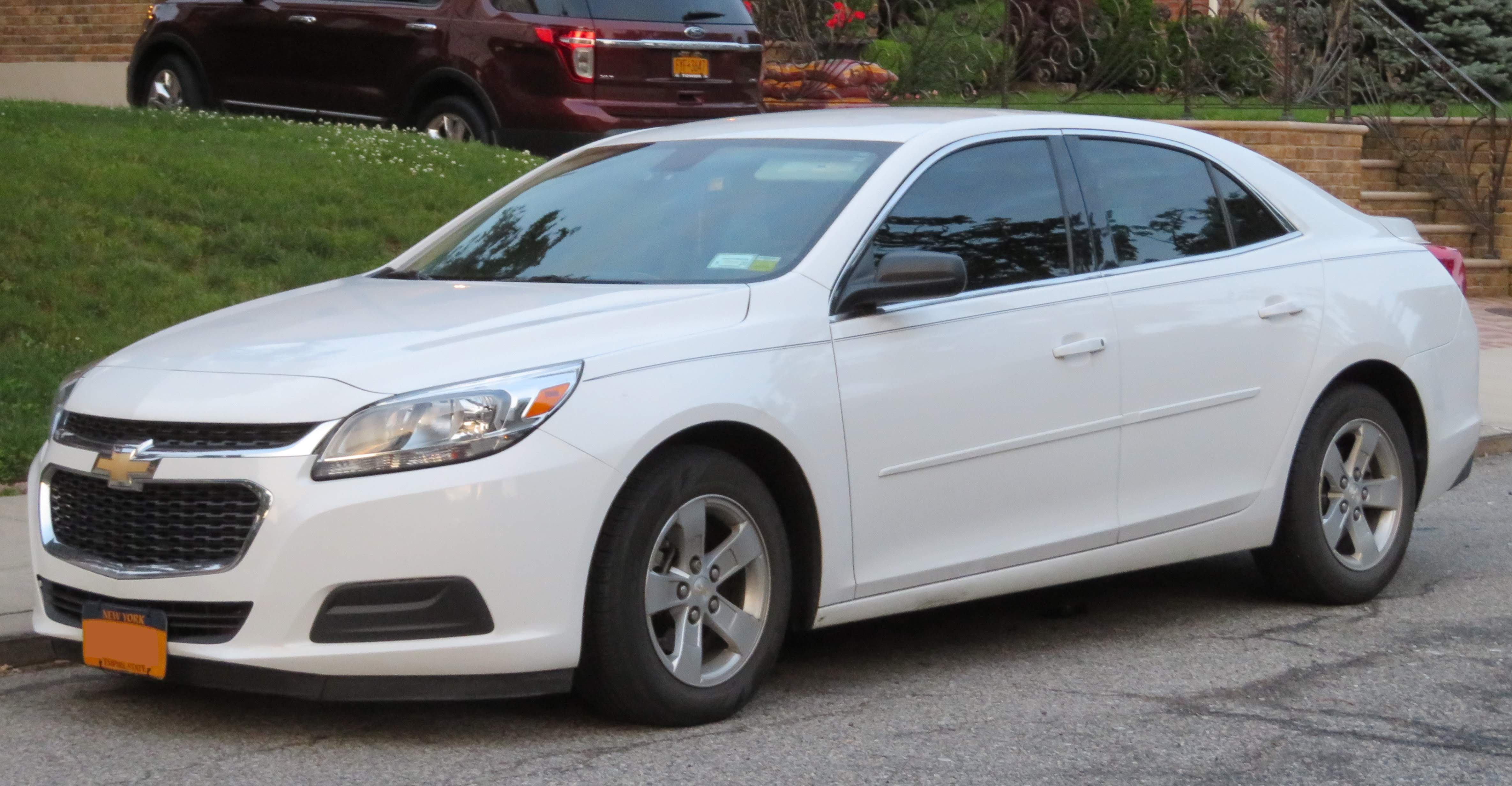
Malibu LS 2.5 L de 2014

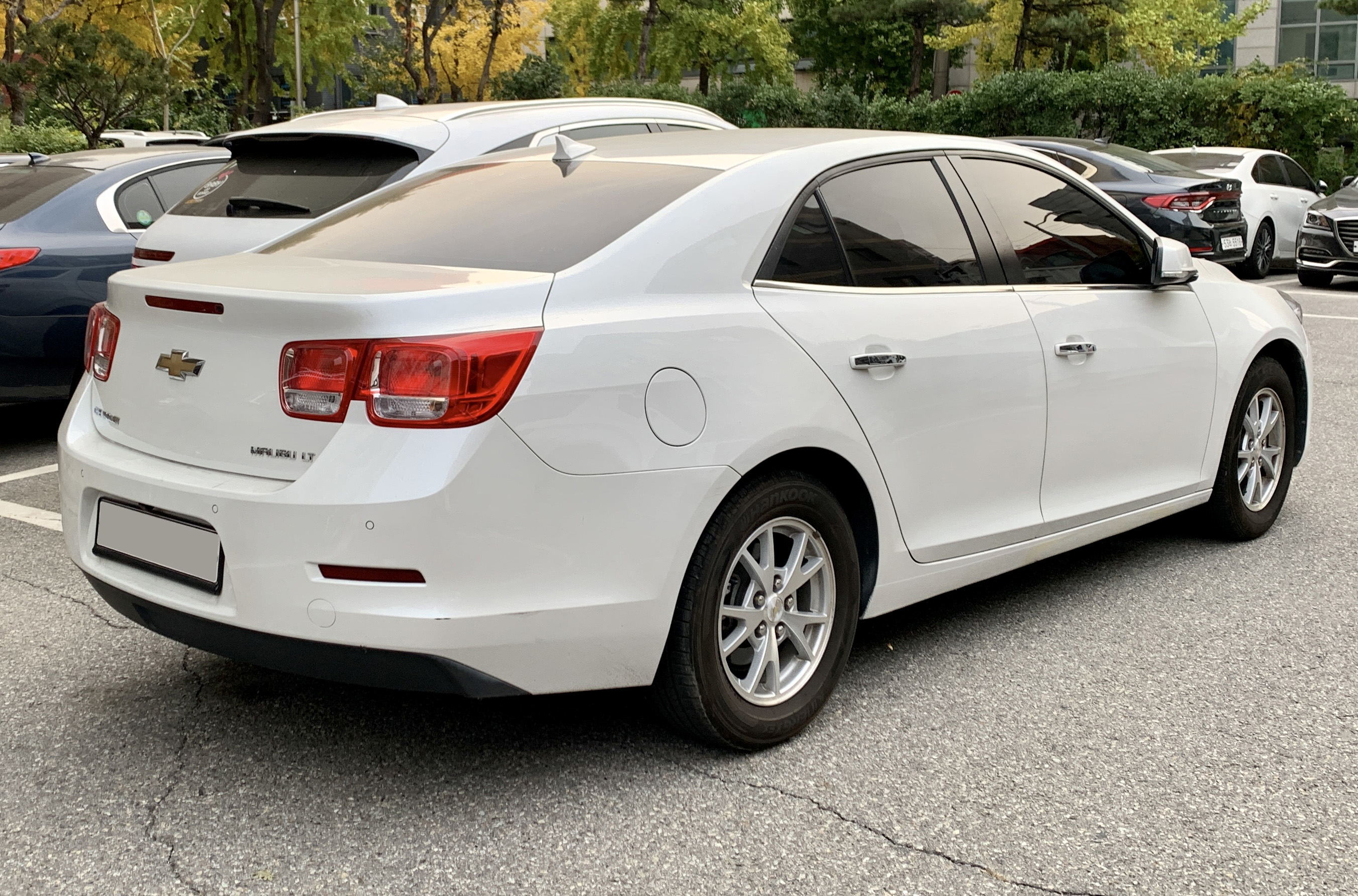
Malibu Epsilon II

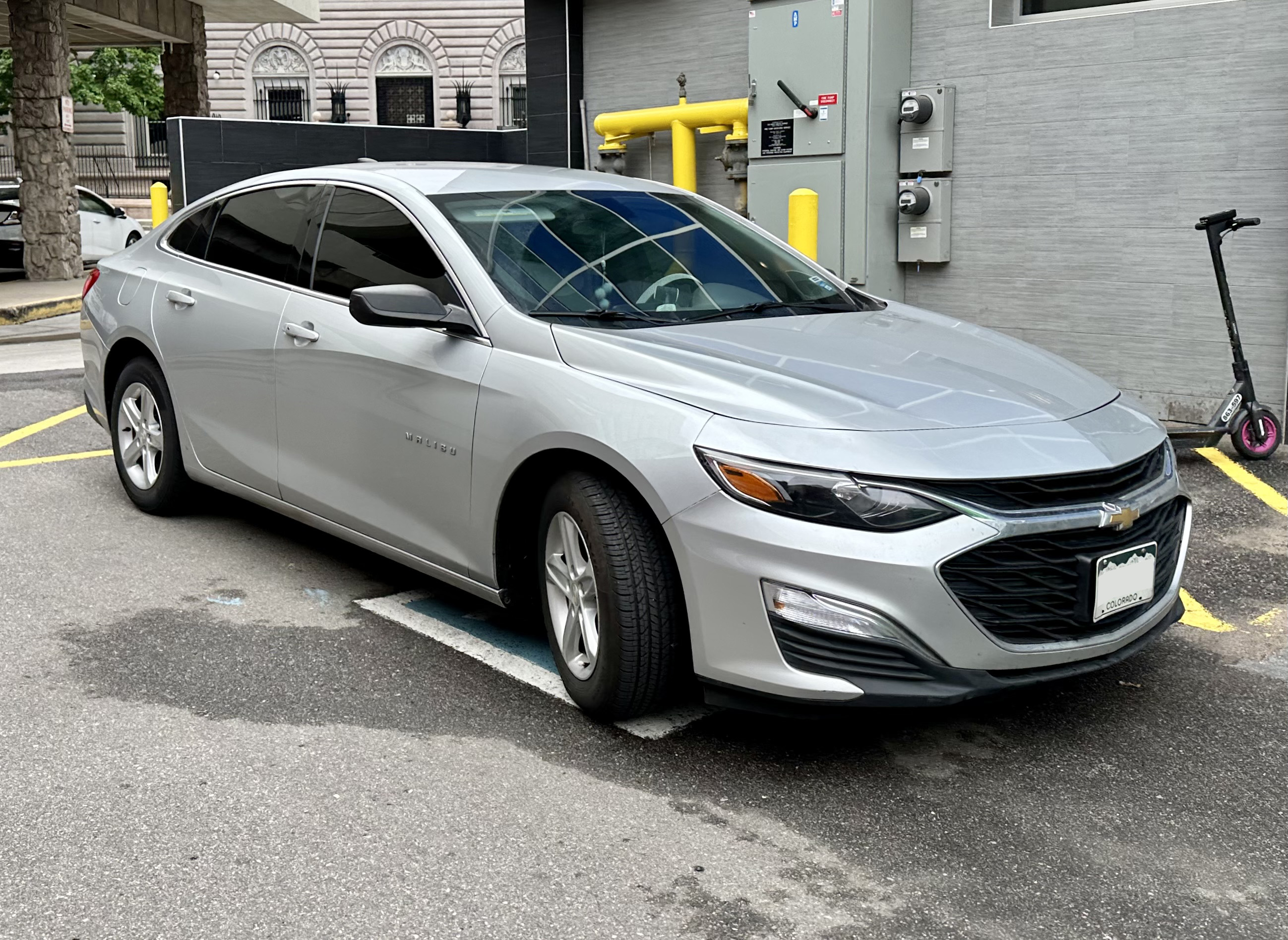
Malibú E2XX de 2019

El nuevo Malibu tiene un tamaño de 4,86 m (191,3 pulgadas) de largo, 1,85 m (72,8 pulgadas) de ancho, 1,46 m (57,5 pulgadas) de altura y 2,73 m (107,5 pulgadas) de batalla. Por delante destacan la parrilla doble, en cuyo centro resalta el logo de Chevrolet. Los faros de halógeno o xenón, rasgados dan al frontal un aspecto decidido. Sus faros traseros están inspirados en el Camaro. Sus llantas serán de 17 pulgadas (43,2 cm) o 18 pulgadas (45,7 cm).
El interior, bastante refinado y confortable, presenta una columna central con pantalla táctil a todo color de 7 pulgadas (17,8 cm). El panel de instrumentos fluye hasta integrarse en las puertas, mientras que las cubiertas de los indicadores son similares a los del Camaro. El Malibu ofrece aproximadamente un metro de espacio a la altura de la cabeza y 1,07 m (42,1 pulgadas) para piernas (0,95 y 0,94 respectivamente en la parte de atrás). El maletero tiene una capacidad de 545 litros (144 galAm), siendo ampliables al abatir los asientos traseros.
Para el almacenamiento ofrece ingeniosas opciones como un espacio oculto tras la pantalla táctil. Aparte podemos encontrar los bolsillos de las puertas, con capacidad para botellas de un litro, o el gran portaobjetos del panel intermedio de instrumentos, perfecto para guardar los objetos personales.
Los asientos otorgan una notable sensación de confort, resultado de las exhaustivas pruebas de conducción realizadas a lo largo del mundo entero. Encontrar la postura ideal es fácil gracias a su volante con ajuste de inclinación. Las opciones de la tapicería de los asientos se limitan al color jet black y titanium o solo al jet black. Las versiones de gama alta incluyen además, asientos térmicos asistidos con función de memoria y soporte lumbar recubiertos de cuero deportivo. Existen dos niveles de equipamiento para los sistemas de información y ocio. En el acabado superior, la radio con reproductor CD está conectada a un navegador con pantalla táctil de color y de siete pulgadas y a un sistema de nueve altavoces de alta calidad.
La pantalla tiene diversos usos, como el visor opcional de navegación y fotos, o conexión inalámbrica Bluetooth para móviles con manos libres con función de reconocimiento de voz. Los controles de la radio se encuentran en el volante. De serie trae puerto USB y entrada auxiliar para iPods y otros reproductores MP3.
Aparte de los elementos ya citados, el primer acabado viene con climatizador, faros halógenos, equipo de sonido con mandos en el volante y nueve altavoces, navegador con pantalla táctil a color, llantas de aleación de 17 pulgadas (43,2 cm), retrovisores eléctricos, térmicos y plegables, Bluetooth, luces diurnas, elevalunas en las cuatro puertas, asiento del conductor con ajustes electrónicos, faros antiniebla delanteros e indicador de la presión de los neumáticos.

### Motores
En Europa el Chevrolet Malibu estará propulsado por un motor a gasolina y otro a diésel, ambos de cuatro cilindros. El motor diésel desarrolla 160 HP (119 kilovatios) y un par máximo de 258 lb-pie (350 Nm), permitiéndole alcanzar una velocidad máxima de 213 km/h (132 millas por hora). El consumo con trasmisión manual, es de 5,1 l/100 km.
Por otro lado, el de gasolina genera 167 HP (125 kilovatios), alcanzando la velocidad máxima de 204 km/h (127 millas por hora), pasando de 0 a 100 km/h (62 millas por hora) en 9,5 segundos. El par máximo es de 166 lb-pie (225 Nm) y su consumo en ciclo mixto de 7,8 l/100 km. Ambos motores pueden llevar trasmisión automática o manual de seis velocidades.

### Seguridad
Los controles de cambio dinámico incluyen frenado automático en pendiente, que ordena a la trasmisión que se mantenga en una marcha baja si el vehículo está desacelerando en una pendiente o bajándola sin pisar el acelerador.
El Malibu está equipado con un sistema de dirección electrónica ZF que ofrece un excelente agarre, en especial en curvas muy cerradas. Todas las gamas incluirán dirección asistida eléctrica, control de arranque en pendientes, freno de mano electrónico, sensor de aparcamiento trasero y control de crucero. 
Los discos frontales ventilados y los traseros macizos de 16 pulgadas (40,6 cm) llevan pinzas de aluminio y ofrecen gran potencia de frenado cuando es necesario. El Control de estabilidad (ESP por sus siglas en inglés) y de Tracción (ETC), así como el Sistema de frenos antibloqueo (ABS), se incluyen de serie.
Las prestaciones de seguridad del Malibu no se limitan a los sistemas de ayuda electrónica. Su estructura contra impactos por colisión otorga rigidez e incorpora zonas flexibles de choque delanteras y traseras que absorben la energía cuando se produce la colisión. Todos los modelos incluirán seis airbags, incluidos airbags de doble fase para conductor y acompañante, airbags para tórax y pelvis delanteros y airbags de techo.
Los reposacabezas contribuyen a reducir el riesgo de lesiones por efecto de latigazo para todos los ocupantes. También se incluye de serie un conjunto de pedales retirable. Los cinturones de seguridad delanteros tienen triple anclaje, pretensores y límite de carga.

### Mercados
El Malibu estará disponible en «casi 100 países en seis continentes». En los Estados Unidos, se fabricará en dos plantas, en Fairfax, Kansas y Detroit-Hamtramck en Míchigan. En Australia, el Malibu reemplazará el Holden Epica, y debutó en 2013 como Holden Malibu. Se encaja entre el Holden Cruze y el Holden Commodore. En Corea del Sur, el Malibu sustituye al Daewoo Tosca, como GM tiene suprimidas en la marca Daewoo en favor de Chevrolet. Corea fue el primer mercado para obtener el Malibu a finales de 2011, seguido por China a finales de 2011 y en América del Norte a partir de principios de 2012.
En España el Malibu estará a la venta con dos acabados: LT+ y LTZ, con precios que irán desde los 28.300 euros del diésel manual hasta los 32.300 del 2.0D automático, con carácter general
Séptima generación de Chevrolet Cobalt 2016 presente.

## En Argentina

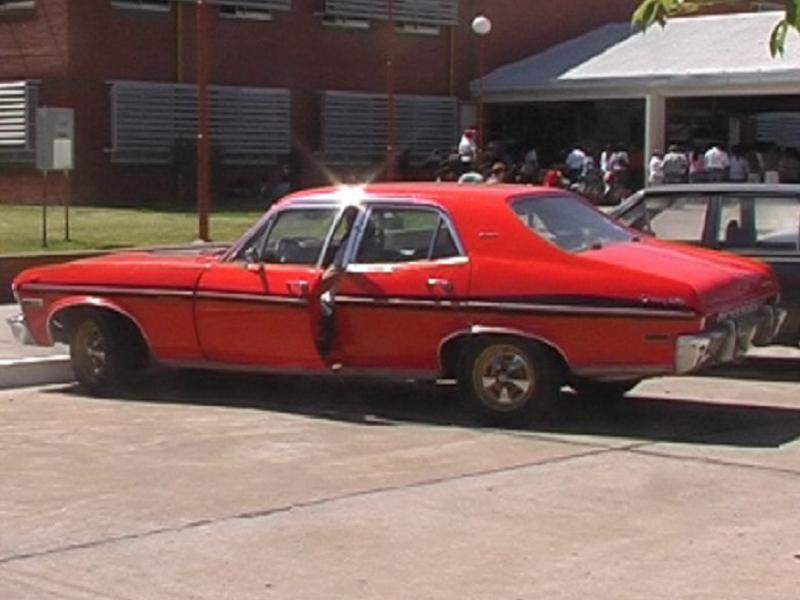
Chevy Malibú Serie 2

En Argentina en 1974, General Motors decidió lanzar al mercado una versión del Chevrolet Chevy, que fue denominada Chevy Malibú. Este coche, fue concebido con el fin de reemplazar al Chevrolet 400 e intentar centralizar la atención de su público en el Chevy. Este Malibú, era un sedán de cuatro puertas que fue presentado con equipamiento de lujo. Entre sus atributos, este coche venía equipado con un motor de seis cilindros en línea y 4,1 L (250 plgs³), acoplados a una caja de cambios automática, bautizada Chevromatic, o con opcional de caja manual de 4 marchas. Estéticamente, traía techo de vinilo en su versión más lujosa, mientras que en su interior sus butacas eran de cuero negro y su tablero forrado en vinilo. Si bien, al principio este coche tuvo buena aceptación, finalmente sus ventas fueron declinando hasta que en 1978 finalizó su producción, junto a toda la línea de General Motors, debido al cierre de la filial argentina en ese mismo año. Este modelo competía contra las versiones lujosas de los modelos Ford Falcon, Dodge Polara e IKA Torino, los cuales eran el Deluxe, el Coronado y el Grand Routier respectivamente.